# Obârșia
Obârșia es una comuna ubicada en el distrito de Olt, Rumania.

## Superficie
Posee una superficie de 41,55 kilómetros cuadrados.

## Demografía
Hasta 2021 la población era de 2131 habitantes, con una densidad de población de 51,29 habitantes por kilómetro cuadrado.